# Gvajanski štit
Gvajanski štit (ili Gvajansko visočje) obuhvaća sjeveroistočni dio Južne Amerike između Venezuele i Brazila. Gvajanski štit je prekambrijska geološka formacija stara 2 milijarde godina, vjerojatno najstarija na planetu. Ovdje se nalaze impresivne i zagonetne planine nalik stolu koje se nazivaju tepuiji. Gvajanska pobrđa čine izvor nekih od najspektaktularnijih vodopada na svijetu poput slapova Angel, Kaieteur i Kuquenan.
Na Gvajanskom se štitu nalaze Gvajana (bivša Britanska Gvajana), Surinam (prijašnja Nizozemska Gvajana) i Francuska Gvajana - francuski prekomorski departmani i prekomorske regije, te dijelom Kolumbija, Venezuela i Brazil. Pobrđa su uglavnom smještena u jugoistočnoj Venezueli, a dijelom su zaštićena kao Nacionalni park Canaima (VE), Rezervat prirode središnjeg Surinama (CSNR) i Nacionalni park Kaieteur (GY). Najviši tepui je Roraima na 2,180 m visine.
U geološkim terminima Gvajanski štit je granitna formacija prekrivena slojevima pješčenjaka, kvarcita, škriljavaca, valutičnjaka i šljunka.
Štit je prekriven najvećim prostranstvom netaknutih tropskih kišnih šuma na svijetu. Gvajanska kišna šuma slične je naravi kao amazonska kišna šuma, a poznata zaštićena područja uključuju već spomenute nacionalne parkove Canaima i Kaieteur, te šumu Iwokrama u središnjoj i Nacionalni park Kanuku u južnoj Gvajani.
Naziv Gvajana često se koristi kao kolektivni naziv za samostalnu državu Gvajanu, Surinam i Francusku Gijanu (Guyane française).